# Алёшино (Кирилловский район)
Алёшино — деревня в Кирилловском районе Вологодской области.
Входит в состав Алёшинского сельского поселения, с точки зрения административно-территориального деления — в Алёшинский сельсовет.
Расстояние до районного центра Кириллова по автодороге — 16,3 км, до центра муниципального образования Шиндалово по прямой — 5 км. Ближайшие населённые пункты — Топорня, Васькино, Ананьино, Макаровская.
По переписи 2002 года население — 13 человек.